# Sheila Gish
Sheila Gish, pseudonimo di Sheila Anne Syme Gash (Lincoln, 23 aprile 1942 – Londra, 9 marzo 2005), è stata un'attrice britannica, attiva a teatro, cinema e televisione.
È nota per aver interpretato il personaggio di Rachel Ellenstein, figlia adottiva e assistente di Connor MacLeod (Christopher Lambert), nel film Highlander - L'ultimo immortale (1986) e nel seguito Highlander: Endgame (2000). Nel 1996 ha vinto un Premio Laurence Olivier in qualità di miglior performance in un ruolo non protagonista in un musical per il musical Company.

## Biografia
Sheila Anne Syme Gash nasce a Lincoln, nel Lincolnshire, Regno Unito il 23 aprile 1942, figlia di un soldato. Studia a Bath, presso la Royal School for Daughters of Officers of the Army, dove viene attratta dalla recitazione. Successivamente studia alla Royal Academy of Dramatic Art (RADA) e dopo il diploma trova presto lavoro, debuttando sul palcoscenico con una compagnia, rimanendo disoccupata raramente, se non per scelta. Recita a teatro, a Pitlochry, in Scozia, trovandosi a interpretare principalmente ruoli da "ingenua", per i quali il suo aspetto la rende ideale, ma interpreta anche ruoli comici, come nel caso del personaggio di Daphne, in Present Laughter di Noël Coward, nel 1963.
La sua prima apparizione nel West End risale invece al 1964, quando interpreta la svampita Bella nel musical Robert and Elizabeth, basato su The Barretts of Wimpole Street di Rudolf Besier. Nel 1965 interpreta un cameo, non accreditato, nel film vincitore di numerosi Oscar e Golden Globe, Darling, diretto da John Schlesinger, un amico di famiglia, e in cui il marito Curram ha invece un ruolo importante. Nel 1969 interpreta il ruolo di Maria Beatrice d'Este nella miniserie storica diretta da David Giles, The First Churchills.

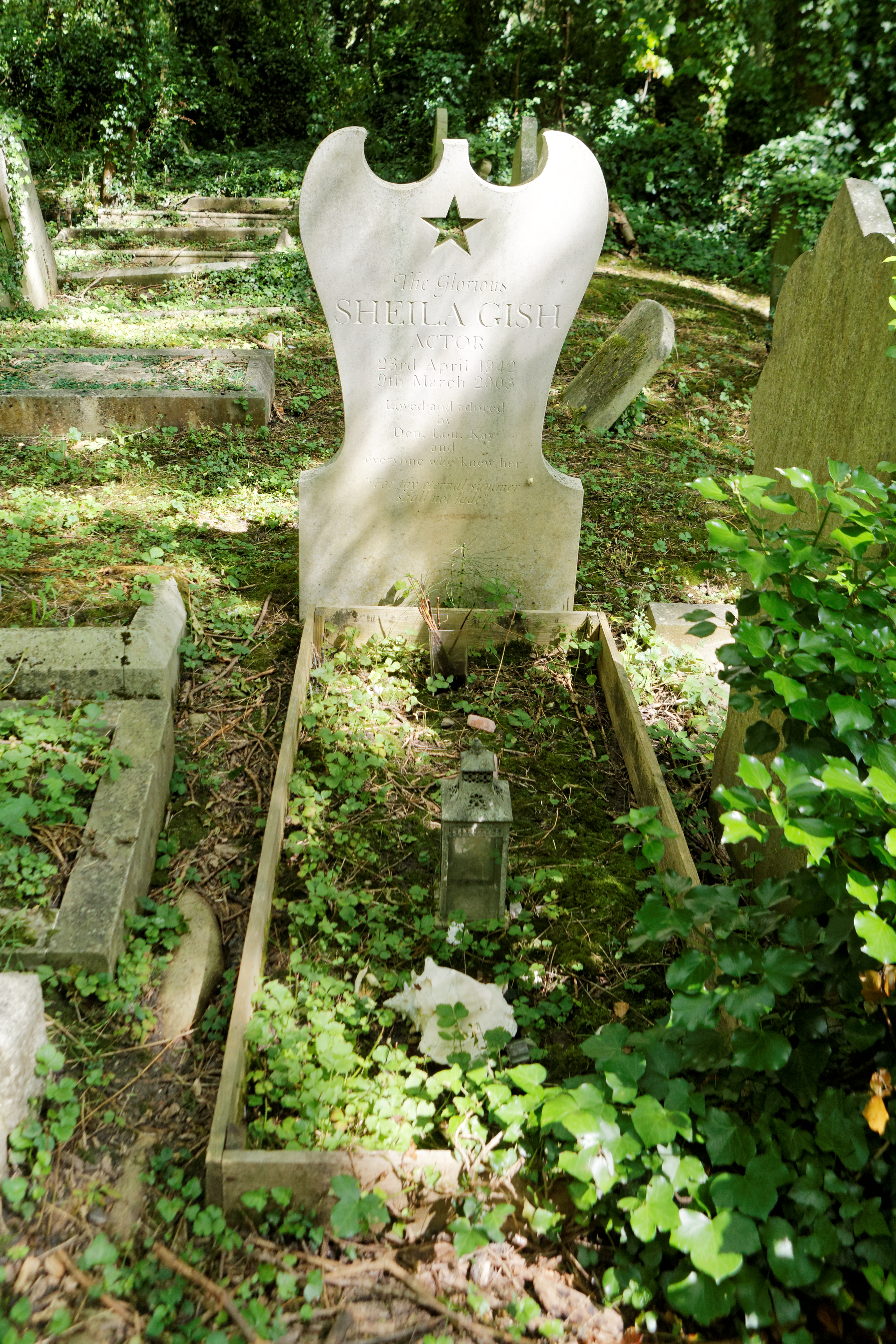
Tomba di Sheila Gish nel Cimitero di Highgate, a Londra

Nel 1972 interpreta il personaggio di Pam nel film A Day in the Death of Joe Egg diretto da Peter Medak, al fianco di Alan Bates, Janet Suzman e Peter Bowles. L'anno seguente è nel film storico italo-britannico Gli ultimi 10 giorni di Hitler (Hitler: The Last Ten Days), diretto da Ennio De Concini, in cui interpreta il personaggio di Frau Christian, al fianco di Alec Guinness (Adolf Hitler), Simon Ward (Otto Hofmann) e Adolfo Celi (Hans Krebs). La sua interpretazione in una farsa teatrale a fianco del marito, attira l'attenzione dell'impresario Michael Codron, che la vuole in Confusions di Alan Ayckbourn (1975), all'Apollo Theatre di Londra, al fianco di Pauline Collins, John Alderton, Derek Fowlds e James Cossins, per la regia di Alan Strachan. Sempre nel 1975 compare in un episodio della serie televisiva britannica di genere poliziesco L'ispettore Regan (The Sweeney), in cui interpreta il ruolo di June, moglie di un "cattivo". Nel 1977 è in una messa in scena di Vieux Carré di Tennessee Williams, per la quale viene scelta per il ruolo di una bellezza del Sud in declino, intrappolata in una relazione destinata a naufragare con un giovane amante e stroncata da tagli apportati al copione, che hanno influenzato negativamente la sua parte, tanto che l'attrice ha deciso di abbandonare la produzione dopo la prima.
Tra il 1980 e il 1983, compare in tre episodi della serie televisiva britannica Il brivido dell'imprevisto (Tales of the Unexpected). Nel 1981 è nel ruolo di Anna, nel film diretto da James Ivory Quartet. Nel 1986 interpreta il personaggio di Rachel Ellenstein, figlia adottiva e assistente di Connor MacLeod (Christopher Lambert), l'highlander immortale del film Highlander - L'ultimo immortale, diretto da Russell Mulcahy e capostipite di un lungo franchise.
Nel 1996, interpreta il ruolo di Joanne nel musical Company di Stephen Sondheim, al Donmar Warehouse, diretto da Sam Mendes, ruolo che le vale un Premio Laurence Olivier in qualità di miglior performance in un ruolo non protagonista in un musical. Lo stesso anno è anche nel film Merisairas, diretto da Veikko Aaltonen. Nel 1999 interpreta la signora Venable al fianco di Rachel Weisz in una rappresentazione di Suddenly Last Summer di Tennessee Williams, diretta da Sean Mathias al Comedy Theatre di Londra. Sempre nel 1999 interpreta il personaggio della signora Norris nel film Mansfield Partk, diretto da Patricia Rozema e tratto dal romanzo omonimo di Jane Austen.
Nel 2000 riprende il ruolo di Rachel Ellenstein, nel sequel del film Highlander del 1986, Highlander: Endgame, diretto da Doug Aarniokoski. Nel 2001 interpreta l'eccentrica e stravagante Lady Montdore nella miniserie televisiva britannica diretta da Tom Hooper Love in a Cold Climate, tratta dal romanzo omonimo di Nancy Mitford. Uno dei suoi ultimi ruoli teatrali è quello di Arkadina nella produzione del Chichester Festival Theatre di The Seagull di Anton Čechov, nel 2003.
Sheila Gish muore a Londra il 9 marzo 2005, all'età di 62 anni, a causa di un cancro. È sepolta nel Cimitero di Highgate, a Camden, North London.

## Vita privata
Sheila Gish si è sposata due volte. La prima volta con Roland Curram, che incontra durante il periodo in cui lavora in Scozia. La coppia ha avuto due figlie, le attrice Lou Gish e Katharine Ghislaine, nata nel 1974. Durante l'infanzia delle figlie Sheila Gish limita per un certo periodo la sua attività, soprattutto per quanto riguarda i suoi ruoli televisivi, concedendosi qualche occasionale interpretazione cinematografica. Il matrimonio si è concluso con lo scioglimento. Nel 1985, durante le riprese della miniserie televisiva That Uncertain Feeling, per l'emittente britannica BBC Two, incontra l'attore Denis Lawson, che diverrà il suo secondo marito.

## Filmografia

### Cinema
- Darling, regia di John Schlesinger (1965) - non accreditata
- The Reckoning, regia di Jack Gold (1970)
- Ogni uomo dovrebbe averne due (Every Home Should Have One), regia di Jim Clark (1970)
- A Day in the Death of Joe Egg, regia di Peter Nichols (1972)
- Gli ultimi 10 giorni di Hitler (Hitler: The Last Ten Days), regia di Ennio De Concini (1973)
- Quartet, regia di James Ivory (1981)
- Highlander - L'ultimo immortale (Highlander), regia di Russell Mulcahy (1986)
- Chambre à part, regia di Jacky Cukier (1989)
- Merisairas, regia di Veikko Aaltonen (1996)
- Mansfield Park, regia di Patricia Rozema (1999)
- The Bass Player, regia di Denis Lawson - cortometraggio (1999)
- Highlander: Endgame, regia di Douglas Aarniokoski (2000)

### Televisione
- Mr. Rose - serie TV, episodio 2x06 (1968)
- Z Cars - serie TV, episodio 183 (1968)
- The Troubleshooters - serie TV, episodio 5x03 (1969)
- Fraud Squad - serie TV, episodio 1x03 (1969)
- The First Churchills regia di David Giles - miniserie TV, 5 puntate (1969) - Maria Beatrice d'Este
- ITV Playhouse - serie TV, episodi 2x25-5x04 (1969-1971)
- Poliziotti in cilindro - I rivali di Sherlock Holmes (The Rivals of Sherlock Holmes) - serie TV, episodio 1x03 (1971)
- New Scotland Yard - serie TV, episodio 1x06 (1972)
- Late Night Theatre - serie TV, 1 episodio (1972)
- The Adventurer - serie TV, episodio 1x16 (1973)
- Helen: A Woman of Today - serie TV, 6 episodi (1973)
- Crown Court - serie TV, 9 episodi (1973-1982)
- Seven Faces of Woman - serie TV, episodio 1x03 (1974)
- The Compliment, regia di John Jacobs - film TV (1974)
- L'ispettore Regan (The Sweaney) - serie TV, episodio 1x05 (1975)
- Affairs of the Heart - serie TV, episodio 2x03 (1975)
- Play for Today - serie TV, episodi 5x17-7x18 (1975-1977)
- Yes, Honestly - serie TV, episodio 1x05 (1976)
- Plays for Britain - serie TV, episodio 1x02 (1976)
- Anna Karenina, regia di Basil Coleman - miniserie TV, 7 puntate (1977)
- The ITV Play - serie TV, 1 episodio (1978)
- Thomas and Sarah - serie TV, episodio 1x11 (1979)
- Scottish Playbill - serie TV, episodio 2x03 (1979)
- Il brivido dell'imprevisto (Tales of the Unexpected) - serie televisiva, episodi 2x06-5x09-6x06 (1980-1983)
- Goodbye Darling - serie TV, 4 episodi (1981)
- Ispettore Maggie (The Gentle Touch) - serie TV, episodio 4x06 (1982)
- Sharing Time - serie TV, episodio 1x08 (1984)
- The Uncertain Feeling, regia di Robert Chetwyn - miniserie TV, 4 puntate (1986)
- Born in the Gardens, regia di Robert Chetwyn - film TV (1986)
- Small World, regia di Robert Chetwyn - miniserie TV, 4 puntate (1988)
- Worlds Beyond - serie TV, episodio 1x12 (1988)
- Once in a Life Time, regia di Robin Midgley - film TV (1988)
- Boon - serie TV, episodio 4x09 (1989)
- The House of Elliot - serie TV, episodio 1x12 (1991)
- Stanley and the Women, regia di David Tucker - miniserie TV, 4 puntate (1991)
- The Good Guys - serie TV, episodio 1x04 (1992)
- Gioielli (Jewels), regia di Roger Young - miniserie TV, puntate 1-2 (1992)
- Ispettore Morse (Inspector Morse) - serie TV, episodio 7x03 (1993)
- Comedy Playhouse - serie TV, episodio 1x03 (1993)
- Resnick: Rough Treatment, regia di Peter Smith - film TV (1993)
- Brighton Belles - serie TV, 10 episodi (1993-1994)
- The Perfect Match, regia di Nick Hurran - film TV (1995)
- Ghostbusters of East Finchley - serie TV, episodio 1x02 (1995)
- Sbirri da sballo (The Thin Blue Line) - serie TV, episodio 1x05 (1995)
- Performance - serie TV, episodio 6x01 (1997)
- Jonathan Creek - serie TV, episodio 1x01 (1997)
- Pie in the Sky - serie TV, episodio 5x03 (1997)
- Supply & Demand, regia di Waris Hussein e Colin Bucksey - miniserie TV, puntate 3-4 (1998)
- The Blond Bombshell, regia di Robert Bierman - miniserie TV, puntata 1 (1999)
- Love in a Cold Climate, regia di Tom Hooper - miniserie TV, puntate 1-2 (2001)

## Teatro (parziale)
- Present Laughter, di Noël Coward (1963)
- Robert and Elizabeth
- Company (1970)
- Confusions, di Alan Ayckbourn, regia di Alan Strachan, Apollo Theatre, Londra (1975)
- Vieux Carré, di Tennessee Williams (1977)
- Gosforth's Fête, di Alan Ayckbourn (1978)
- The Triumph of Death, di David Rudkin, Birmingham (1981)
- Rain from Heaven, di S.N. Behrman, Oxford Playhouse, Oxford (1981)
- Stagestruck, di Simon Gray (1981)
- Noises Off, di Michael Frayn
- Bérénice, Lyric Hammersmith Studio (1982)
- Uncle Vanja, di Anton Čechov, Haymarket (1982)
- A Streetcar Named Desire, di Tennessee Williams, Greenwich (1983), Mermaid (1984)
- Company di Stephen Sondheim, regia di Sam Mendes, Donmar Warehouse (1996)
- Suddenly Last Summer di Tennessee Williams, regia di Sean Mathias. Comedy Theatre di Londra (1999)
- The Seagull, di Anton Čechov (2003)

## Riconoscimenti
- Clarence Derwent Awards
  - 1978 - Miglior attrice non protagonista per Gosforth's Fête
- Premio Laurence Olivier
  - 1996 - Miglior performance in un ruolo non protagonista in un musical per Company[1]

## Doppiatrici italiane
Nelle versioni in italiano delle opere in cui ha recitato, Sheila Gish è stata doppiata da: 
- Renata Biserni in Quartet
- Maria Pia Di Meo in Highlander - L'ultimo immortale
- Franca Lumachi in Highlander: Endgame